# 方罍
方罍（ほうらい、繁体字中国語: ファンレイ）は、中国古代の方形をした酒器を表す。古代は青銅で作られ、清代には玉で模倣され「玉罍」と呼ばれた。
訓読みは「さかだる」を当てる。

## 例
- 「青铜方罍」（商代晚期的青铜器）上海博物馆[12]
- 「亜醜方罍」（西周）青銅器製　故宮博物院蔵[13][14]
- 「玉獣面分方罍」（清）北京故宮博物院蔵
- 「青銅方罍」（殷末–西周初期）クリスティーズのアメリカ法人が主催したオークションで落札（ニューヨーク、2001年3月20日）[15]。

### 注
1. ↑  人名漢字の「罍」の訓読みは「もたい」と読む[9]。特許庁の定める商標法第5条第3項に「標準文字」と規定されている[10]。また異体字は「櫑」[11]。